# Alinen Löytty
Alinen Löytty är en kulle i Finland. Den ligger i Kolari kommun och landskapet Lappland, i den norra delen av landet, 800 km norr om huvudstaden Helsingfors. Toppen på Alinen Löytty är 361 meter över havet.
Terrängen runt Alinen Löytty är huvudsakligen platt.  Trakten runt Alinen Löytty är nära nog obefolkad, med mindre än två invånare per kvadratkilometer. Närmaste större samhälle är Äkäslompolo, 18,8 km sydost om Alinen Löytty. 